# Señalización de calcio

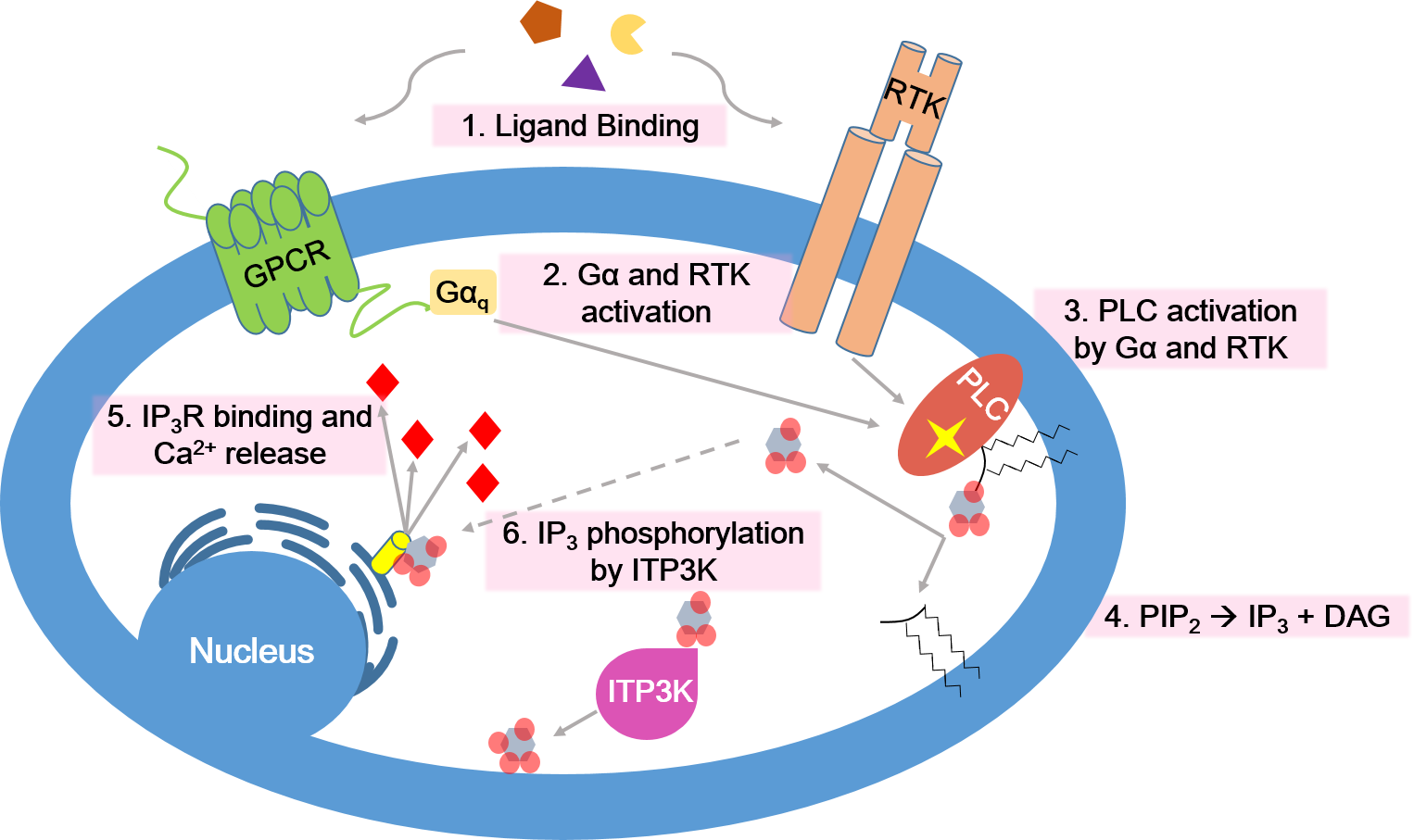
Muestra la liberación de Ca ^{2+} del retículo endoplásmico a través de la vía de la fosfolipasa C (PLC).

La señalización de calcio es el uso de iones de calcio (Ca 2+ ) en el estudio de los procesos intracelulares . El Ca 2+ es importante para la señalización celular, ya que una vez que entra en el citosol del citoplasma ejerce efectos reguladores alostéricos sobre muchas enzimas y proteínas . El Ca 2+ puede actuar en la transducción de señales resultante de la activación de canales iónicos o como un segundo mensajero causado por vías de transducción de señales indirectas como los receptores acoplados a proteína G.
La concentración en reposo de Ca 2+ en el citoplasma normalmente se mantiene en torno a los 100 nM (nanomoles). Esto es entre 20.000 y 100.000 veces menos que la concentración extracelular normal.   Para mantener esta baja concentración, el Ca 2+ se bombea de forma activa desde el citosol del interior de la célula al espacio extracelular. Algunas proteínas del citoplasma y de los orgánulos actúan como amortiguadores al unirse al Ca 2+ . La señalización ocurre cuando la célula es estimulada para liberar iones Ca 2+ de las reservas intracelulares y/o cuando el Ca 2+ entra en la célula a través de los canales iónicos de la membrana plasmática . 
Hay señales específicas que pueden desencadenar una subida repentina de los niveles de Ca2+ citoplasmático hasta 500–1.000 nM (desde los 100nM de reposo) al abrir canales en el RE o en la membrana plasmática . La vía más común que aumenta la concentración de calcio citoplasmático es la de la fosfolipasa C (PLC).